# Valdosta
Valdosta és la capital del Comtat de Lowndes, Geòrgia, Estats Units. Segons el cens de l'any 2000, la població era de 43.724 habitants, mentre que en el 2006 la població estimada era de 45.529 habitants. La població estimada de la zona metropolitana de Valdosta (que reuneix els comtats de Brooks, Echols, Lanier i Comtat de Lowndes) era de 130.170 habitants l'any 2007.